# Lausitzer Sportschule Cottbus
Die Lausitzer Sportschule Cottbus ist eine sportbetonte Ganztagsschule, eine Eliteschule des Sports und wurde 2006 die erste Eliteschule des Fußballs. Sie gehört zum Olympiastützpunkt Brandenburg. Die Schule wurde 1954 als Kinder- und Jugendsportschule (KJS) in Forst (Lausitz) eröffnet. 1975 zog sie in ein neu errichtetes Gebäude in Cottbus um.
An der Schule werden die Sportarten BMX, Fußball (Männer), Gerätturnen (Männer), Leichtathletik, Handball (Männer), Radsport, Trampolinturnen, Volleyball (Frauen) und Behindertensport angeboten.
Olympiasieger wie Karin Janz (Pferdsprung und Stufenbarren, 1972), Rosemarie Ackermann (Hochsprung, 1976), Lothar Thoms (1000-m-Zeitfahren), Lutz Heßlich (Sprint, 1980 und 1988), Karsten Brannasch (Viererbob, 1994), Olaf Pollack (4000-m-Mannschaftsverfolgung, 2000) und Robert Harting (Diskuswurf, 2012) und weitere erfolgreiche Teilnehmer an Welt- und Europameisterschaften sowie Olympischen Spielen besuchten diese Schule.

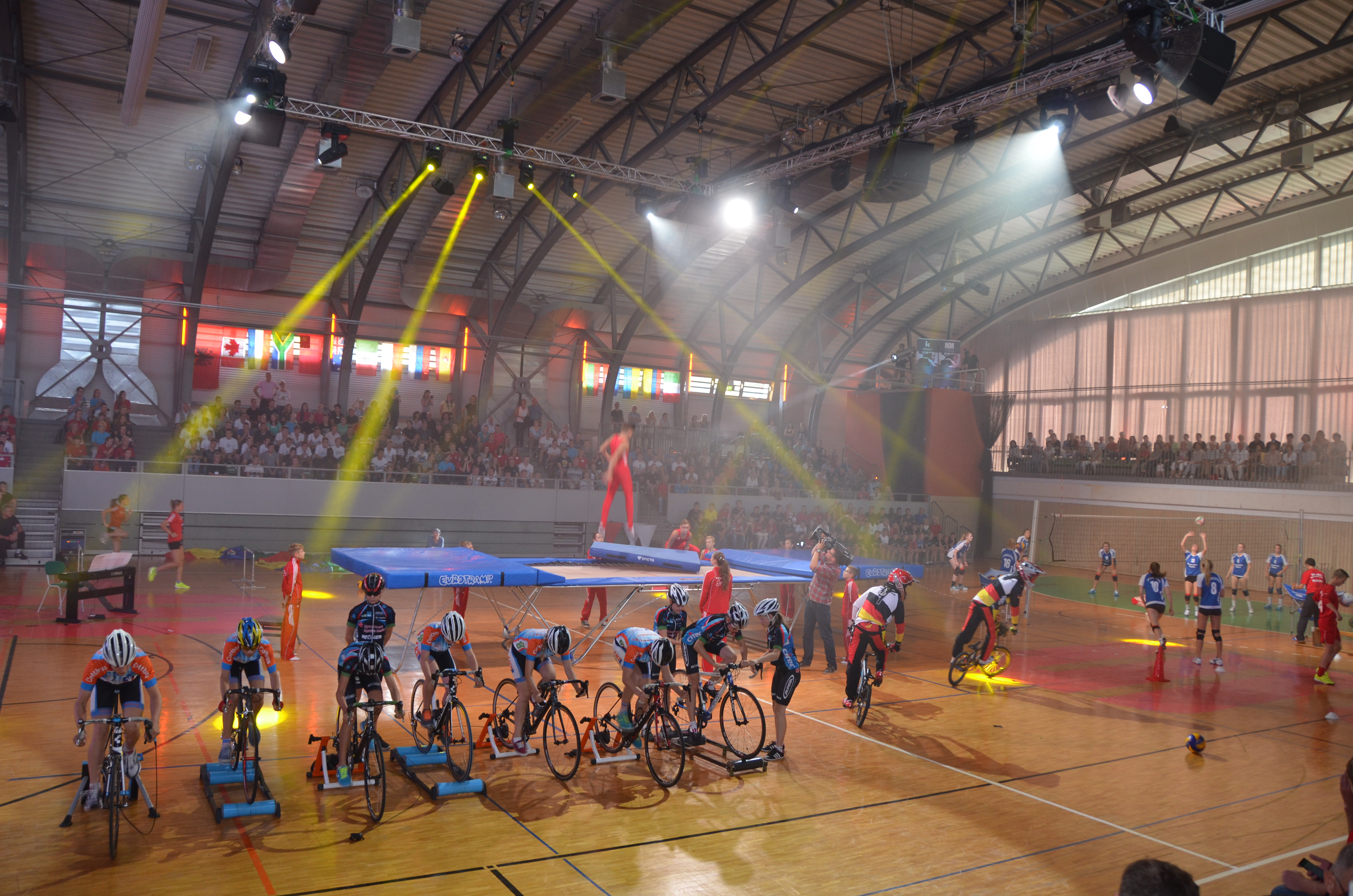
Vorführungen bei der 60-Jahr-Feier der Schule
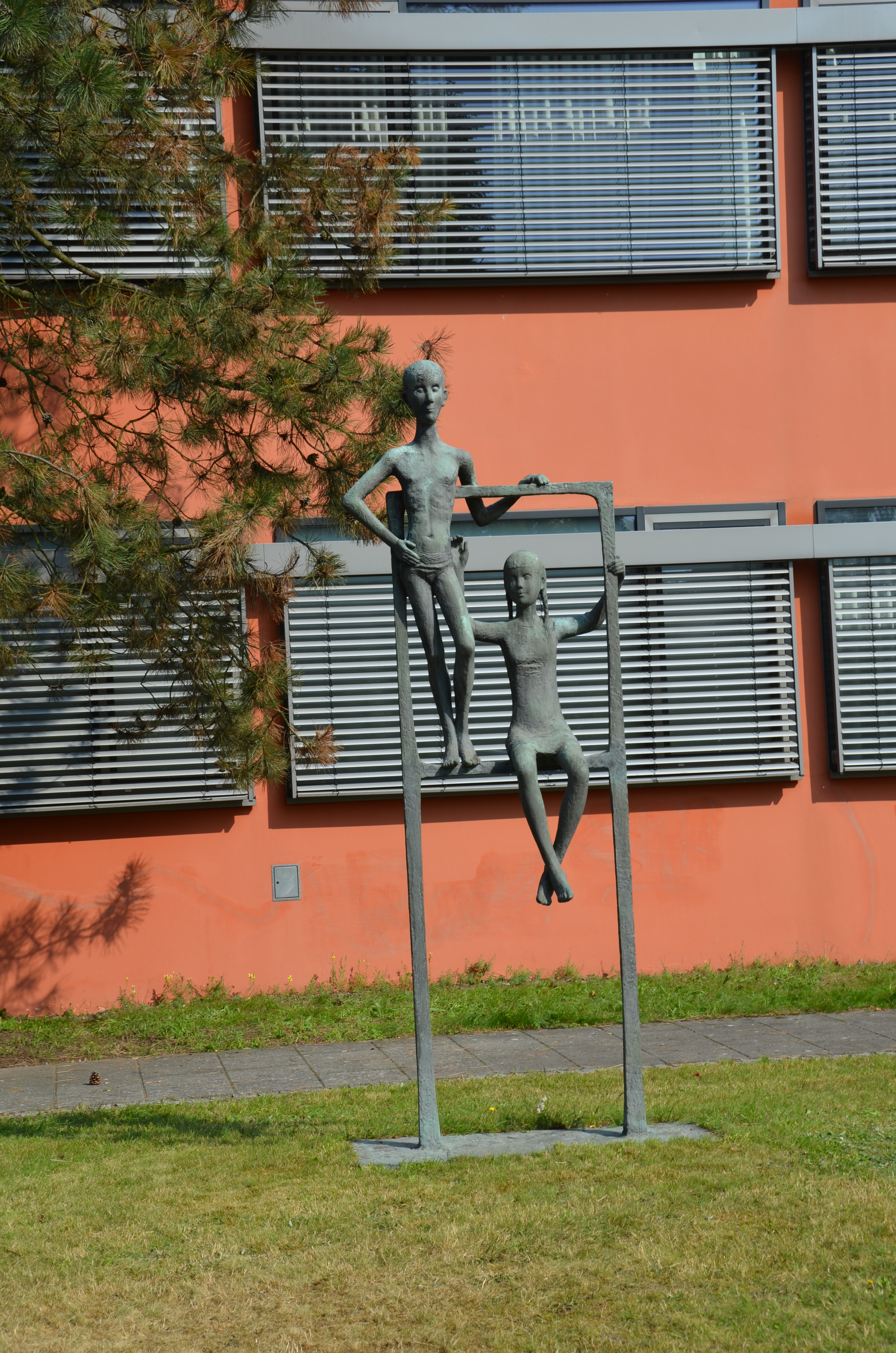
Plastik „Kinder am Klettergerüst“ vor der Schule von Jürgen von Woyski